# Афробарометр
Афробарометр (англ. Afrobarometer) — это неправительственная исследовательская организация в Африке.
Афробарометр измеряет отношение общественности к экономическим, политическим и социальным вопросам в Африке. Штаб-квартира находится в Аккре, Гана, и зарегистрирована как компания с ограниченной ответственностью Республики Гана.

## Концепция
Опросы проводятся по регионам в сотрудничестве с Центром демократического развития Ганы (Center for Democratic Development, CDD Ghana), Институтом правосудия и примирения в Южной Африке и Институтом исследований развития при Университете Найроби. Техническими партнерами являются Институт демократии, гражданства и государственной политики в Африке при Кейптаунском университете и факультет политологии Мичиганского государственного университета.
Афробарометрические исследования проводятся более чем в 40 африканских странах и повторяются на регулярной основе. Афробарометр проводится в Алжире, Бенине, Ботсване, Буркина-Фасо, Бурунди, Камеруне, Кабо-Верде, Кот-д'Ивуаре, Египте, Эсватини, Эфиопии, Габоне, Гане, Гвинее, Кении, Лесото, Либерии, Мадагаскаре, Малави, Мали, Маврикии, Марокко, Мозамбике, Намибии, Нигере, Нигерии, Сан-Томе и Принсипи, Сенегале, Сьерра-Леоне, Южной Африке, Южном Судане, Судане, Танзании, Того, Тунисе, Уганде, Замбии и Зимбабве.
Афробарометр охватывает темы: конфликты и преступность, демократия, выборы, гендерное равенство, управление, идентичность, макроэкономика и рынки, политическое участие, бедность, государственные услуги, социальный капитал, толерантность, доступ к правосудию, гражданство, Китай, энергоснабжение. и панафриканизм/регионализм.

### Методология
Афробарометр проводит серии личных интервью со случайной выборкой из 1200, 1600 или 2400 человек в каждой стране. Поскольку инструмент задает стандартный набор вопросов, страны можно систематически сравнивать. Тенденции общественного мнения отслеживаются с течением времени. Результаты доводятся до сведения лиц, принимающих решения, защитников политики, преподавателей гражданского права, журналистов, исследователей, доноров и инвесторов.

## История
Афробарометр был основан Робертом Мэттсом из Кейптаунского университета, Майклом Брэттоном из Мичиганского государственного университета и Эммануэлем Гима-Боади из Центром демократического развития Ганы в 1999 году. Новые субнациональные геокодированные данные, охватывающие 1999-2015 годы, теперь доступны благодаря партнерству с исследовательской лабораторией AidData в Колледже Уильяма и Мэри для раундов 1-6.
Организация провела девять основных раундов опросов, охватывающих в общей сложности 41 африканскую страну, а также ряд отдельных опросов:
- Опросы 9-го раунда проводились с 2022 по начало 2023 года.
- Опросы восьмого раунда начались во второй половине 2019 года и завершились в конце 2021 года[13].
- Опросы 7-го раунда начались в декабре 2016 года и завершились в июне 2018 года и охватывают 34 страны[14].
- Опросы 6-го раунда начались в марте 2014 года и завершились в декабре 2015 года и охватывают 36 стран[15].
- Опросы 5-го раунда проводились в 35 странах в период с 2011 по сентябрь 2013 года[16].
- Опросы четвертого раунда проводились в 20 странах в период с марта 2008 года по июнь 2009 года[17].
- Опросы третьего раунда проводились в 18 странах с марта 2005 года по февраль 2006 года[18].
- Опросы второго раунда проводились с мая 2002 года по октябрь 2003 года в 16 странах. (Обследование в Зимбабве проводилось в апреле и мае 2004 года)[19].
- Опросы первого раунда проводились с июля 1999 года по июнь 2001 года в 12 странах[20].

## Внешние ссылки
- Домашняя страница афробарометра